# アンドレアシュ・シュタルケ
アンドレアシュ・シュタルケ（Andrasch Starke、香港表記:薛達祺、1974年1月4日 - ）は、ドイツを拠点とする騎手である。ニーダーザクセン州シュターデ出身。
ファーストネームは「アンドレアシュ」の他に「アンドラシュ」とカナ表記されることがある。

## 来歴
父親のクリスティアンはドイツで障害ジョッキーとして活躍した後、アメリカに渡りアケダクト、サラトガ、サンタアニタといった競馬場で8年間騎手として活動したがドイツに戻り、競馬界を離れたため、自身の若い頃は競馬とは無縁の生活を送っていた。ある日、ハンブルク競馬場にドイチェスダービーを観に行ったのを機に「馬に乗りたい」と思いはじめる。ハンブルクは競馬場だけで、厩舎もトレセンもないので、10歳ころには父が毎週末ハノーファーやケルンに車で連れて行ってくれるようになる。そこでブルーノ・シュッツ調教師を紹介してもらい弟子となる。
1989年3月19日、アマチュア騎手としてキャリアをスタートさせ、同年ドイツ騎手免許取得。初騎乗は10着。同年6月18日に初勝利。
1992年6月12日、アイリッシュシチュー（Irish Stew）に騎乗して、ホッペガルテン競馬場のベルリン・ブランデンブルクトロフィー（GIII）を制す。デビュー4年目にして重賞初勝利。
1994年、年間61勝を挙げ10位となり、自身初のトップ10入りを果たした。
1995年9月、イタリアのフェデリコテシオ賞をシュテルンケーニッヒに騎乗して勝利を挙げ、国外のビッグレースを初めて制覇。
1996年5月27日、ナイトペティコート（Night Petticoat）に騎乗してディアナ賞（独オークス）を制し、クラシック初勝利を挙げた。この年は初めて年間100勝を突破し、111勝を挙げた。
1997年8月3日、オクサラグ（Oxalagu）に騎乗してバイエルンツフトレネンを制し、GI初勝利を挙げる。10月4日、デヴィルリヴァーピーク（Devil River Peek）に騎乗してヴィットーリオ・ディ・カープア賞を勝ち、ドイツ国外のGI初制覇。11月にはジャパンカップに出走するカイタノ（Caitano）に騎乗するため初来日を果たす。11月23日に中央競馬初騎乗となったインターナショナルジョッキーズで、8番人気だったオンワードアイガーに騎乗し6着となり、中央GI初騎乗となったジャパンカップは、6番人気で4着だった。
1998年7月5日、ロベルティコ（Robertico）に騎乗してドイチェスダービー初勝利。この年は144勝を挙げ、自身初のドイツのリーディングジョッキーも獲得した。
2000年、香港のインターナショナルジョッキーズチャンピオンシップで優勝する。
2001年、香港ジョッキークラブ遠征中に薬物検査でコカインの陽性反応が出て半年間の騎乗停止となる（本人は使用を否定している）。
2005年、香港のインターナショナルジョッキーズチャンピオンシップで2回目の優勝を果たす。
2007年、ワールドスーパージョッキーズシリーズに初出場し10位となる。2008年も出場したが14位に終わった。
2011年10月2日、デインドリーム（Danedream）に騎乗して凱旋門賞を勝利。自身のみならず、ドイツ人騎手として凱旋門賞初勝利を果たした。
短期免許でたびたび来日し、2013年3月23日、阪神競馬第5競走でベッラヴォーチェに騎乗しJRA初勝利（通算40戦目）。2014年4月27日、マイラーズカップで3番人気ワールドエースに騎乗しJRA重賞初勝利。重賞4勝を含めて87勝していたが、コロナ禍の影響で2020年3月15日に阪神競馬場で騎乗したのが最後であった。
2021年7月4日、第152回ドイツダービーをシスファハンで制し、ゲルハルト・ストレイトに並ぶドイツダービー最多勝利タイ記録の8勝目を挙げる。
2022年シーズン成績は298戦71勝でドイツリーディング2位、2023年シーズンの成績は337戦79勝で10度目となるドイツリーディング1位となる。
2024年9月18日、JRAの短期免許を取得し来日する。身元引受調教師は栗東・池江泰寿、契約馬主は社台レースホース。騎乗初日の9月21日、中京競馬第9競走でアメリカンチケットに騎乗し、1着となり約4年半ぶりにJRAで勝利を挙げた。10月30日には短期免許の再交付で11月22日まで期間延長した。
2025年3月5日、JRAの短期免許を取得した。前回と代わり身元引受調教師は池添学、契約馬主はシルクレーシングとなった。栗東を拠点とし、同年3月9日から6月8日までの免許期間となる。4月27日、フローラステークスをカムニャックで制し、8年ぶり5度目のJRA重賞制覇を果たした。5月18日の京都11Rでコンティノアールに騎乗して1着となり、JRA通算100勝を1204戦目で達成した。5月25日、優駿牝馬をカムニャックで制し、JRA・GI初勝利を挙げる。

## 表彰
- ドイツリーディングジョッキー（1998年、1999年、2000年、2001年、2003年、2012年、2013年、2015年、2018年、2023年[17][18]）

## 主な勝ち鞍

### ドイツ
- オイロパ賞（2007年Schiaparelli、2012年Girolamo、2015年・2016年Nightflower）
- ディアナ賞（1996年Night Petticoat、1998年Elle Danzig、1999年Flamingo Road、2003年Next Gina、2008年Rosenreihe、2017年Lacazar）
- ドイチェスダービー（1998年Robertico、2000年Samum、2002年Next Desert、2006年Schiaparelli、2008年Kamsin、2013年Lucky Speed、2015年Nutan、2021年Sisfahan）
- バーデン大賞（2000年Samum、2007年Quijano、2011年・2012年Danedream）
- バイエルンツフトレネン（1997年Oxalagu、2006年Lord Of England、2007年Soldier Hollow、2012年Pastorius、2013年Neatico）
- ベルリン大賞（1999年Ungaro、2007年Schiaparelli、2011年Danedream）
- ラインラントポカル（1997年Caitano、1999年Ungaro、2008年Kamsin）

### イタリア
- ヴィットーリオ・ディ・カープア賞（1997年Devil River Peek、1998年Waky Nao）
- ジョッキークラブ大賞（1997年Caitano、2007年Schiaparelli、2015年Lovelyn）
- ミラノ大賞典（2008年・2009年Quijano）
- ローマ賞（1999年・2000年Elle Danzig）

### 日本
- マイラーズカップ（2014年ワールドエース）
- スプリングステークス（2016年マウントロブソン）
- ダービー卿チャレンジトロフィー（2016年マジックタイム）
- ニュージーランドトロフィー（2017年ジョーストリクトリ）
- フローラステークス（2025年カムニャック）
- 優駿牝馬（2025年カムニャック）

### その他
- 凱旋門賞（2011年Danedream）
- キングジョージ6世&クイーンエリザベスステークス（2012年Danedream）
- シンガポール航空インターナショナルカップ（2004年Epalo）

## 年度別成績表
- ドイツ

| 年     | 騎乗数 | 勝利 | 勝利 | 勝率 | 獲得賞金  | 獲得賞金 |
| 年     | 騎乗数 | 勝数 | 順位 | 勝率 | 金額      | 順位     |
| ------ | ------ | ---- | ---- | ---- | --------- | -------- |
| 2006年 | 426    | 66勝 | 5位  | .231 | 109万4330 | 5位      |
| 通算   | ?      | ?勝  | -    | ---  | -         | -        |

※金額の単位はユーロ。
- 中央競馬

| 年     | 騎乗数 | 勝利 | 勝利  | 勝率 | 連対率 | 獲得賞金 |
| 年     | 騎乗数 | 勝数 | 順位  | 勝率 | 連対率 | 獲得賞金 |
| ------ | ------ | ---- | ----- | ---- | ------ | -------- |
| 1997年 | 2      | 0勝  | 188位 | .000 | .000   | 2000万   |
| 2001年 | 1      | 0勝  | 191位 | .000 | .000   | 0        |
| 2007年 | 7      | 0勝  | 179位 | .000 | .000   | 466.7万  |
| 2008年 | 4      | 0勝  | 169位 | .000 | .000   | 0        |
| 2011年 | 8      | 0勝  | 148位 | .000 | .125   | 390万    |
| 通算   | 22     | 0勝  | -     | .000 | .045   | 2856.7万 |

※金額の単位は円。